# Lukas – Vier Jahre Hölle und zurück
„Lukas – Vier Jahre Hölle und zurück!“ ist ein Buch aus dem Jahre 1995, das die vorgeblich authentischen Erlebnisse eines Jugendlichen im Kreise organisierter Satanisten bzw. Teufelsanbeter schildert.

## Inhalt
Das Buch erzählt aus Sicht des Protagonisten, im Buch „Lukas“ genannt, dessen Erlebnisse als Angehöriger einer der laut Klappentext „mächtigsten Satanssekten Deutschlands“, in die er im Alter von 15 Jahren unfreiwillig geraten ist und aus der ihm der Ausstieg erst vier Jahre später gelang.
Der Erzähler schildert zahlreiche Grausamkeiten, die von den Angehörigen der Gemeinschaft begangen wurden. Neben ausschweifenden Orgien, Ekel- und kriminellen Mutproben, Gehirnwäsche sowie massiver körperlicher Gewalt gegen die Mitglieder selbst zählen dazu zahllose Menschenopfer – zeremonielle Ermordungen zumeist obdachloser Menschen, häufig aber auch „Jungfrauen“ und neugeborener Säuglinge weiblicher Mitglieder. Die Gruppe von Satanisten wird als ein international organisiertes Geflecht kleinerer Zellen dargestellt, dem allein in Deutschland etwa 250 teils sehr einflussreiche Mitglieder wie „Polizisten, Rechtsanwälte, Politiker, [...]“ angehören sollen.
Zweimal wird „Lukas“ für einige Wochen zu Schulungen nach Fort Lauderdale in den USA entsandt, wo anscheinend die Zentrale der Gruppe liegt und wo nahezu täglich Menschen ermordet werden – zumeist junge Frauen, die von Mitgliedern der Gruppe am Strand angesprochen werden. Anhand von Leichen erlernt auch „Lukas“ dort die rituelle Tötung von Menschen. Als „Lukas“, wieder zurück in Deutschland, die jüngst erlangten Kenntnisse anwenden und im Zuge einer Schwarzen Messe einen Menschen töten soll, wagt er den Ausstieg. Dies gelingt ihm, doch steht nunmehr „Lukas“ selbst auf der Todesliste der Gruppe.

### Vor- und Nachwort
Das Vorwort zu dem Buch verfasste Jürgen Hauskeller, damals Pfarrer der evangelischen Kirchengemeinde in Sondershausen. Mit dem Mordfall von Sondershausen erlangte der Ort 1993 Aufmerksamkeit, als Mitglieder der NS-Black-Metal-Band Absurd  einen Mitschüler ermordeten. Hauskeller stellt hier indirekt Parallelen zu den im Buch geschilderten Vorgängen her, obwohl der Mord bei objektiver Betrachtung nichts mit organisiertem Satanismus zu tun hatte.
Im Nachwort äußert sich „Marlies“, vorgeblich Sektenexpertin und „Lukas’“ Betreuerin nach dessen Ausstieg, über ihre Erfahrungen mit „Lukas“ während seiner zweijährigen Therapie.

## Authentizität/Problematik
Das Buch gibt vor, als authentischer Aussteigerbericht, in dem lediglich Orts- und Personennamen geändert wurden, wahre Geschehnisse zu dokumentieren.
Der Erzähler, „Lukas“, verstrickt sich allerdings rasch in Widersprüche und sitzt Irrtümern auf, die einem Menschen mit Einblick in die satanistische Tradition kaum unterlaufen wären, einem selbst jahrelang praktizierenden Satanisten gewiss nicht. „Lukas’“ Darstellungen der Gemeinschaft sowie ihrer Zeremonielle decken sich zumeist nicht mit der tatsächlichen satanistischen Tradition, sondern scheinen vielmehr Motiven nachlässig recherchierter Horrorfilme sowie den verbreiteten Großstadtlegenden von Menschenopfer darbringenden Teufelsanbetern zu entstammen. Zudem werden Hergänge beschrieben, die faktisch höchst unwahrscheinlich oder gänzlich undurchführbar sind. So schreibt „Lukas“ etwa, im Zuge von Tieropfern seien von den Mitgliedern der Gemeinschaft rohe Tierherzen verzehrt worden.
Zahlreiche im Buch beschriebene Ereignisse – von gemeinschaftlichen Störungen Heiliger Messen bis hin zu zahllosen Ritualmorden seitens der US-amerikanischen Sektion – hätten Spuren hinterlassen und die Aufmerksamkeit wenigstens der lokalen Presse erregen müssen; dies ist jedoch offenkundig nicht der Fall.
Allgemein erscheinen „Lukas’“ Schilderungen der Gemeinschaft, ihrer Strukturen und Methoden bei genauerer Betrachtung und insbesondere in Kenntnis der ungleich subtileren Methoden tatsächlich existierender Sekten nicht plausibel und gelten unter Sektenforschern gemeinhin als frei erfunden. Problematisch sei dies nach Sektenforschern insbesondere aufgrund des Status des Buches als Standardwerk der Satanismusforschung und wegen seines durch die behauptete Authentizität – und dem regen Gebrauch von Stilmitteln der Spannungsliteratur zum Trotz – erhobenen Anspruchs auf Seriosität.
Kritiker werfen dem oder den Autoren mithin zum einen vor, Klischees zu reproduzieren und verbreitete Vorurteile zu stärken, zum anderen aber auch, der Sektenaufklärung durch die unrealistische Schilderung der Gemeinschaft einen Bärendienst zu erweisen. Tatsächlich bestehenden kriminellen satanistischen Organisationen sei es somit ein Leichtes, zu beweisen, mit den im Buch geschilderten primitiven Schlägern nichts gemein zu haben, sondern „vernünftige“ und damit „harmlose“ Satanisten zu sein. Die Kritik an satanistischen Organisationen könne anhand der inkorrekten Schilderungen von „Lukas“ als insgesamt unseriös abqualifiziert werden.